# Черкун Максим Миколайович
Максим Микола́йович Черку́н (9 січня 1997 — 16 квітня 2018) — сержант Збройних сил України, учасник російсько-української війни.

## Життєпис
Народився 1997 року в селі Кривбас (Криворізький район, Дніпропетровська область). Закінчив Криворізький НВК № 81 «Загальноосвітня школа I—III ступенів — ліцей»; рік навчався в автотранспортному коледжі КрНУ — за спеціальністю автомеханіка, вступив до ВПУ на ту ж спеціальність. Працював у ТОВ с/г підприємства «Скорпіон» у службі охорони (доглядав поля). Захоплювався нумізматикою, був членом пошукової групи Криворізької громадської організації «Військово-патріотичний клуб „Пошук“»; мріяв вступити до авіаційного училища.
У часі війни — сержант, командир протитанково-кулеметного відділення 1-го протитанково-кулеметного взводу 2-ї мотопіхотної роти 34-го батальйону. З 16 березня 2016 року проходив службу в ЗС за контрактом; командував обороною опорного пункту в Пісках.
16 квітня 2018 року загинув під час мінометного обстрілу селища Піски (Ясинуватський район) під вечір від осколкового поранення на ВОП «Пекло».
19 квітня 2018-го похований на Алеї Слави Центрального кладовища Кривого Рогу.
Без єдиної дитини лишилися батьки.

## Нагороди та вшанування
- указом Президента України № 189/2018 від 27 червня 2018 року «за особисту мужність і самовіддані дії, виявлені у захисті державного суверенітету та територіальної цілісності України, зразкового виконання військового обов'язку» — нагороджений орденом «За мужність» III ступеня (посмертно)[1]